# Бергер, Мириам (раввин)
Мириам Бергер (англ. Miriam Berger, урождённая Бэйфилд (англ. Bayfield)) — британский реформистский раввин и старший раввин реформистской синагоги Финчли (пока она не уйдёт в отставку в 2024 году) в Лондоне.
Бергер выросла в Лондоне, она — младшая дочь раввина Тони Бэйфилда, бывшего исполнительного директора, а затем президента Движения за реформистский иудаизм, и его жены Линды (умершей в 2003 году). У неё есть брат Дэниел и старшая сестра Люси.
Она получила степень в Бристольском университете и училась в Еврейском юнион-колледже в Иерусалиме, а затем прошла обучение на раввина в колледже Лео Бека в Лондоне. Она была рукоположена в сан раввина в 2006 году.
В апреле 2020 года, во время пандемии COVID-19, она раскритиковала министра здравоохранения Великобритании Мэтта Хэнкока за то, что он позволил родственникам людей, умирающих от COVID-19, навещать их в больнице и присутствовать на их похоронах.
Она, её муж Джонни, налоговый консультант, и их сын живут на севере Лондона.